# Jatjuk
Jatjuk (coreà: 잣죽 ) o farinetes de pinyons, és una varietat de juk (farinetes) feta bullint pinyons finament mòlts i farina d'arròs a l'aigua. És un plat suau, nutritiu i de fàcil digestió que sovint serveix per a pacients en recuperació i gent gran.